# هولشتادت
هولشتادت (به آلمانی: Hollstadt) یک شهر در آلمان است که در رن-گرابفلد واقع شده‌است. هولشتادت ۱٬۶۵۴ نفر جمعیت دارد.